# Patrice Gumbs
Patrice Thierry Gumbs jr.  (11 mei 1989) is een Sint Maartens politicus voor de PFP. Van 3 mei tot 26 november 2024 was hij gevolmachtigd minister van Sint Maarten. In juni 2024 werd hij teruggeroepen uit Den Haag om waarnemend Minister van Volkshuisvesting, Ruimtelijke Ordening, Milieu en Infrastructuur (VROMI) te worden in het Kabinet-Mercelina I. Als gevolmachtigd minister van Sint Maarten nam sindsdien Gracita Arrindell, de plaatsvervangend gevolmachtigd minister, de functie waar. Op 26 november werd Arrindell zijn opvolger als gevolmachtigde minister van het Kabinet-Mercelina II waarin Gumbs minister van VROMI bleef.  